# Puzanovia rubra
Puzanovia rubra és una espècie de peix de la família dels zoàrcids i de l'ordre dels perciformes.

## Morfologia
- Els mascles poden assolir 38 cm de longitud total i 200 g de pes.[4][5]

## Hàbitat
És un peix marí i d'aigües profundes que viu entre 200-800 m de fondària.

## Distribució geogràfica
Es troba des del Cap Erimo (el Japó) fins als mars d'Okhotsk i Bering.

## Observacions
És inofensiu per als humans.